# Leptomiza mediolimbata
Leptomiza mediolimbata là một loài bướm đêm trong họ Geometridae.